# Arroyo Abelenda
Arroyo Abelenda, también llamado Rego de Erviñou como más conocido, es un corto río del municipio de Valle del Dubra, en la provincia de La Coruña, y es afluente del río Dubra. El río nace por debajo del pueblo de Abelenda y sigue curso SO, formando un valle entre varios pueblos, como Erviñou y Niveiro; hasta desembocar en el Dubra, entre los pueblos de Arcai y Nariño. Tiene una longitud de más de 4 km. Su afluente más importante es el Regos Furados, que desemboca a la altura de Erviñou. 